# 合耳菊
合耳菊（学名：Synotis wallichii）是菊科合耳菊属的植物。分布在尼泊尔、锡金、不丹以及中国大陆的西藏等地，生长于海拔2,700米的地区，多生于混交林中，目前尚未由人工引种栽培。